# ستاره‌ها هنگام ظهر (فیلم)
ستاره‌ها هنگام ظهر (انگلیسی: The Stars at Noon) فیلم فرانسوی انگلیسی‌زبان محصول ۲۰۲۲ در ژانر هیجان‌انگیز عاشقانه به کارگردانی کلر دنی است که بر اساس رمانی به همین نام از دنیس جانسون ساخته شده است. بازیگران آن مارگارت کوالی، جو آلوین و دنی رامیرز هستند.
این فیلم برای رقابت در دریافت نخل طلای جشنواره فیلم کن ۲۰۲۲ انتخاب شد و برندهٔ جایزهٔ بزرگ این جشنواره گردید. این فیلم در ۱۴ اکتبر ۲۰۲۲ توسط ای۲۴ در ایالات متحده منتشر شد.

## زمینهٔ داستانی
یک تاجر مرموز انگلیسی و یک روزنامه‌نگار آمریکایی که رابطه عاشقانه‌ای با هم داشتند، اکنون باید برای فرار از نیکاراگوئه در جریان انقلاب نیکاراگوئه با هم متحد شوند.

## بازیگران
- مارگارت کوالی
- جو آلوین
- بنی سفدی
- دنی رامیرز
- جان سی ریلی

## تولید
کلر دنی یک دهه قبل از آن رمان جانسون را خواند و آن را به عنوان داستان عشقی بین دو نفر ارزیابی کرد که صرفاً به دلیل شرایط انقلاب با هم رابطه برقرار می‌کنند. او افزود: «این همچنین دربارهٔ ترس و وحشت عشق و ترس از شکست است.»
در آوریل ۲۰۱۹، دنی به‌طور آزمایشی توسعهٔ فیلم و انتخاب رابرت پتینسون را پس از اکران فیلم حیات والا در تئاتر برتل در سال ۲۰۱۸، که پتینسون نیز بازیگر آن فیلم بود، اعلام کرد. در فوریهٔ ۲۰۲۰ اعلام شد که ای ۲۴ حق پخش فیلم در آمریکای شمالی را برای کارگردانی بعدی کلر دنی با بازی رابرت پتینسون و مارگارت کوالی به دست آورده است. قرار بود فیلم‌برداری آن تابستان آغاز شود. سپس انتظار می‌رفت فیلم‌برداری در آوریل ۲۰۲۱ آغاز شود اما در آن زمان شروع نشده بود. پتینسون به دلیل تداخل در برنامه‌ریزی‌هایش تا ژوئیه از فیلم خارج شد و تارون اجرتون جایگزین او شد و قرار بود فیلمبرداری در اکتبر ۲۰۲۱ در پاناما آغاز شئذ. این اتفاق نیفتاد و در نوامبر اجرتون به دلایل شخصی پروژه را ترک کرد و جو آلوین جایگزین او شد. در ژانویه ۲۰۲۲ دنی رامیرز به عنوان بخشی از بازیگران فیلم معرفی شد.
مراحل فیلم‌برداری از دسامبر ۲۰۲۱ در پاناما آغاز شد. ساخت فیلم اواخر در همان ماه به پایان رسید. دنی آرزو داشت فیلم را در نیکاراگوئه فیلم‌برداری کند، اما انتخاب مجدد رئیس‌جمهور دانیل اورتگا او را از انجام این کار منصرف کرد و گفت: «می‌دانستم که نمی‌توانم، این غیراخلاقی بوده است.»

## انتشار
این فیلم برای رقابت در دریافت نخل طلای جشنواره فیلم کن ۲۰۲۲ انتخاب شد. و در ۲۵ مهٔ ۲۰۲۲ در کن به نمایش درآمد.

## بازخورد
این فیلم در هنگام افتتاحیه با نقدهای ضد و نقیضی مواجه شد. در وبگاه جمع‌آوری نقد راتن تومیتوز، ٪۶۳ از ۱۱۰ بررسی منتقدان مثبت است و میانگینِ امتیاز آن ۶/۱۰ است. این فیلم در متاکریتیک که از میانگین وزنی استفاده می‌کند، بر اساس نظر ۲۹ منتقدین امتیاز ۶۵ از ۱۰۰ را کسب کرده که نشان‌گر «نقدهای عموماً مطلوب» است.

### جوایز
| جایزه      | تاریخ برگزاری مراسم | دسته‌بندی   | دریافت‌کننده | نتیجه    | منا.   |
| ---------- | ------------------- | ---------- | ----------- | -------- | ------ |
| جشنواره کن | ۲۸ مهٔ ۲۰۲۲          | جایزه بزرگ | کلر دنی     | برنده    | [ ۱۸ ] |
| جشنواره کن | ۲۸ مهٔ ۲۰۲۲          | نخل طلا    | کلر دنی     | نامزدشده | [ ۱۹ ] |